# Клюксы
Клю́ксы — деревня в Козельском районе Калужской области. Входит в состав Сельского поселения «Деревня Дешовки».

## География
Расположена примерно в 9 км к югу от города Козельск на высоком левом берегу реки Жиздры.

## Этимология
Название «Клюксы» произошло от ключей (родников), во множестве бьющих у деревни на берегу Жиздры.

## История
Упоминается с начала XVII века как сельцо дворян Чичериных.
По данным переписной книги 1709 года крестьяне сельца Клюксы принадлежали Григорию Терентьевичу Ергольскому, Фёдору Семёновичу Голодяевскому, братьям Дмитрию и Ивану Денисовичам Голодяевским. В то время Клюксы входили в состав Жиздренского стана Козельского уезда.
Согласно ревизским сказкам XVIII века Ергольские часто переселяли крестьян из деревни Клюксы в сельцо Подымовка Фатежского уезда Курской губернии.
По данным 10-й ревизии 1858 года в деревне было 45 дворов, проживало 422 человека (213 мужского пола и 209 женского). После реформы 1861 года вошло в Губинскую волость. Деревня была частью прихода Покровского храма соседнего села Хозцы.
С середины XVIII века в Клюксах известна усадьба, принадлежащая дворянам Ергольским. В конце столетия ею владела Ульяна Алексеевна Ергольская, в 1830-х годах — её внук генерал-майор В. Н. Ергольский (1775—1836), а с середины XIX века — его сын Николай. Последним владельцем усадьбы был А. Н. Ергольский (по данным краеведа Г. М. Морзовой с начала XX века усадьба принадлежала Голофтеевым).
Главный усадебный дом построен в стиле классицизма, вероятно в начале XIX века. Первый этаж сложен из кирпича, второй — деревянный. Здание имеет два ризалита со стороны северного фасада, в которых устроены входы. По оси северного фасада также была арка — въезд в помещения первого этажа, характерная для построек в стиле барокко в Калужской губернии. Впоследствии её заложили кирпичом. В XX веке в здании размещалась школа. Около дома сохранились остатки плодового сада.
Во время Великой Отечественной войны в Клюксах размещался военный госпиталь.

## Население
| 2002 | 2010 |
| ---- | ---- |
| 128  | ↘68  |

## Улицы
В деревне 4 улицы:
- Западная
- Польша
- Центральная
- Южная